# Montreux Jazz digital project

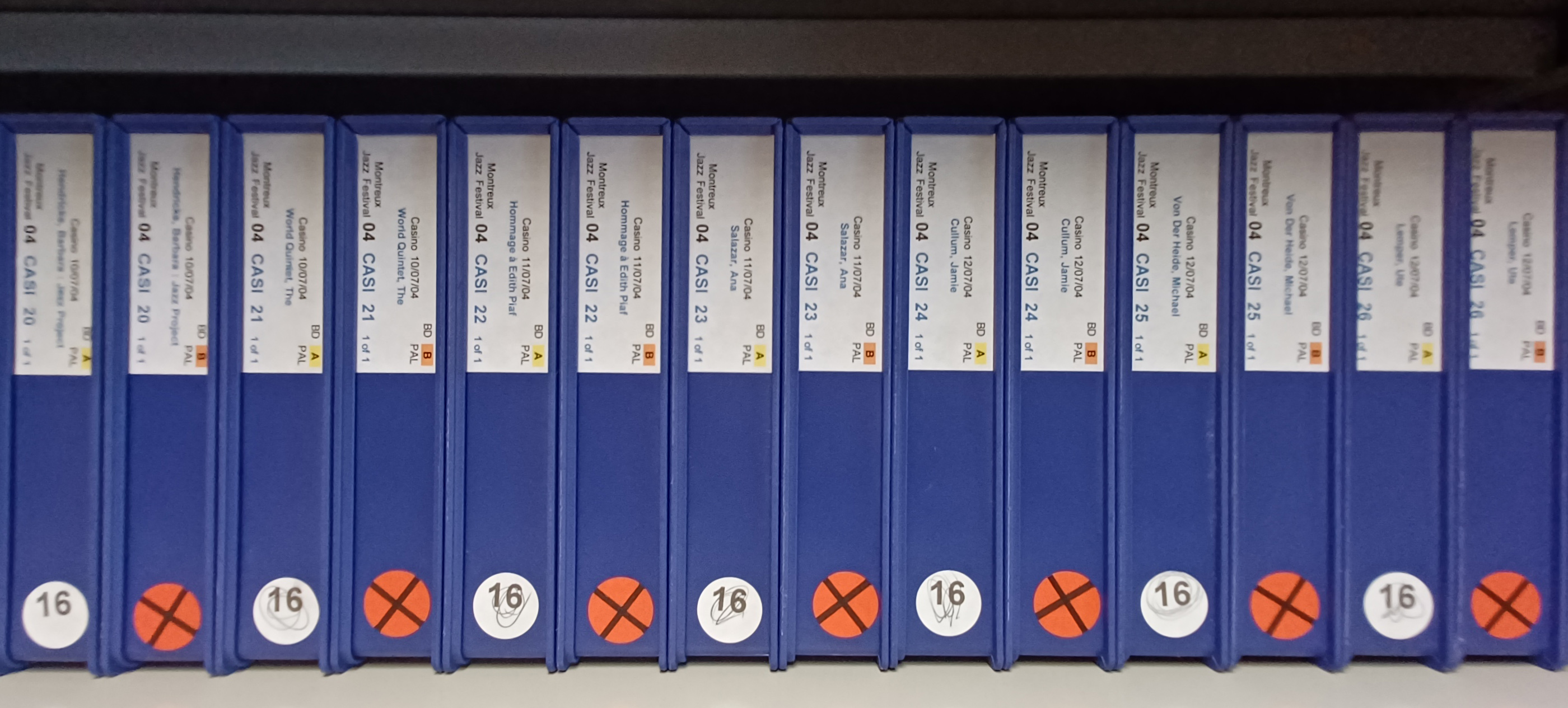
PAL-Kassetten im Archiv der Claude-Nobs-Stiftung

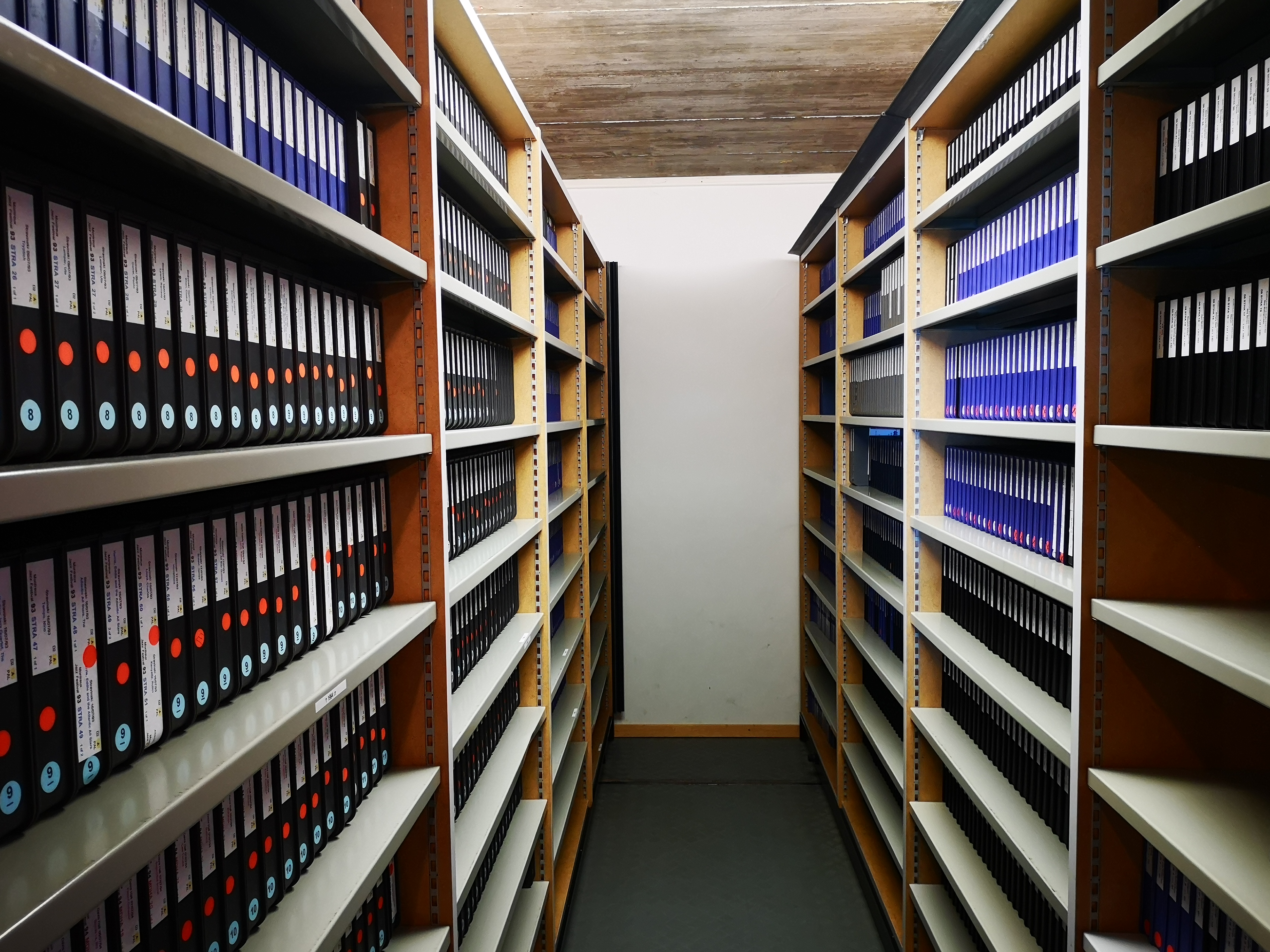
Jazzarchiv

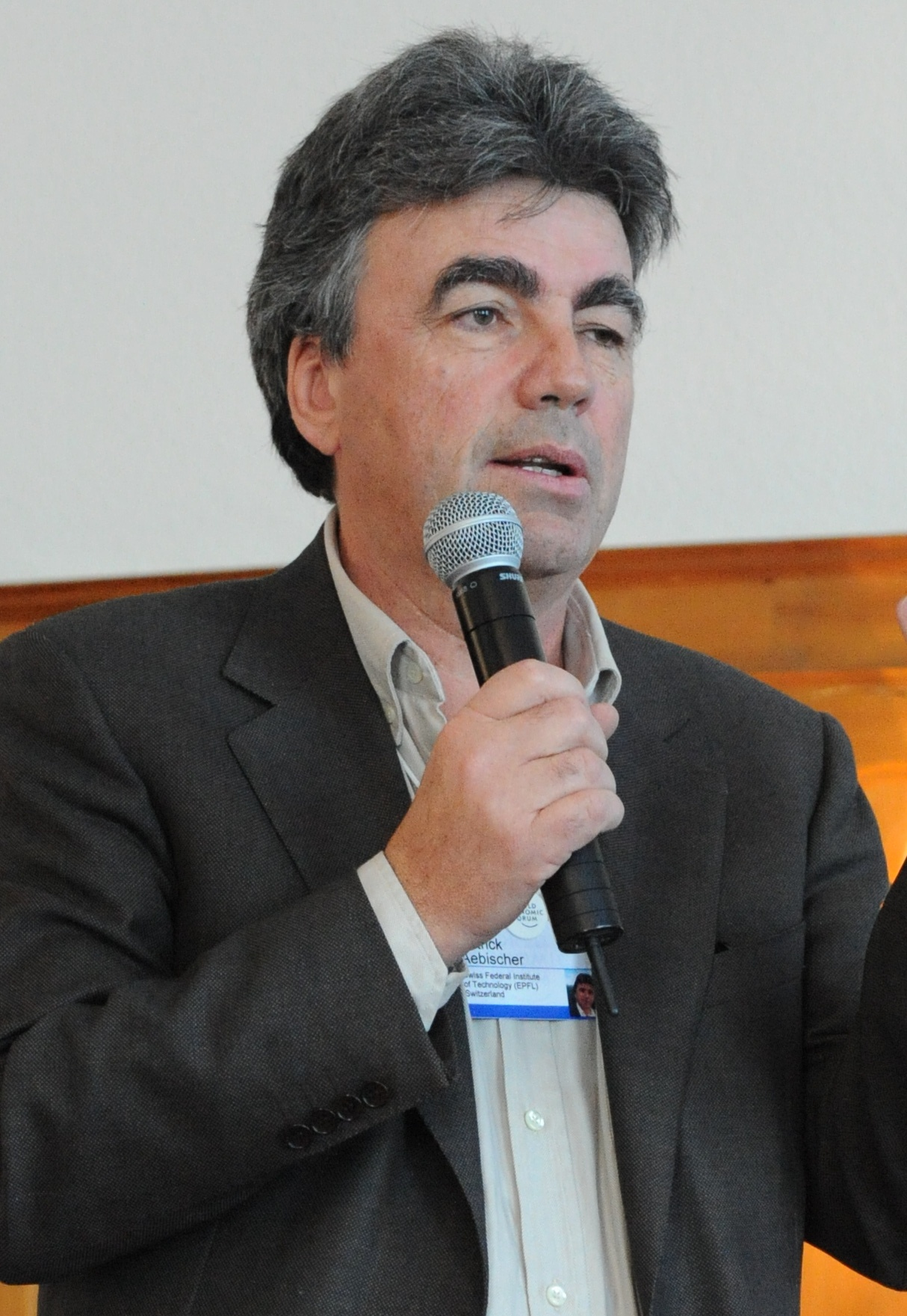
Patrick Aebischer, Direktor der EPFL

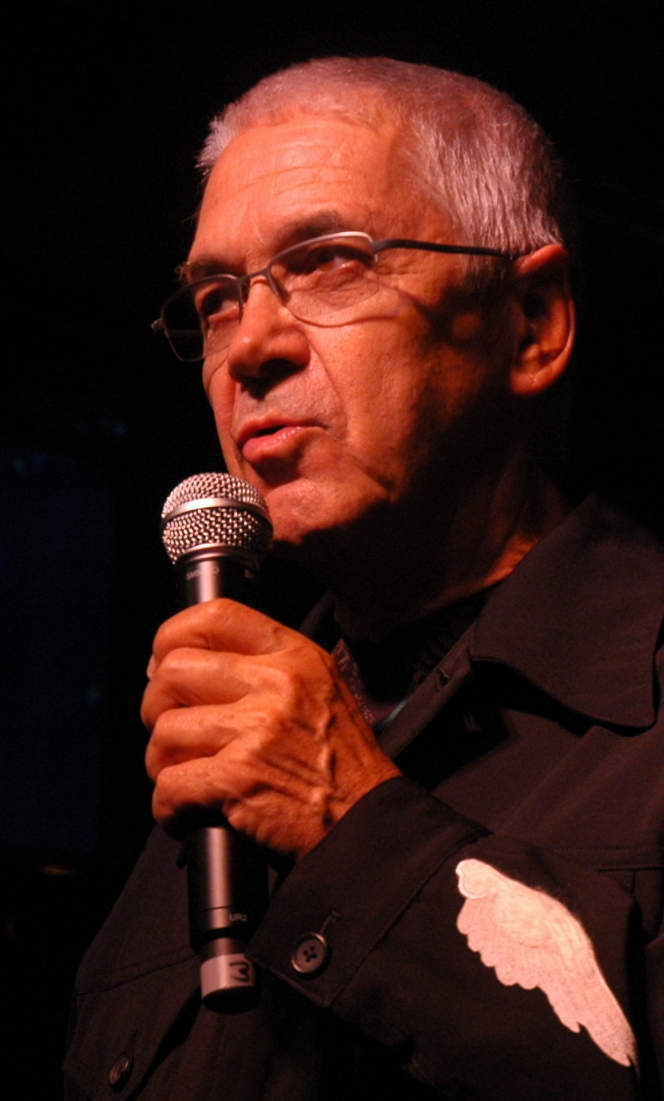
Claude Nobs, ehemaliger Direktor des Montreux Jazz Festivals

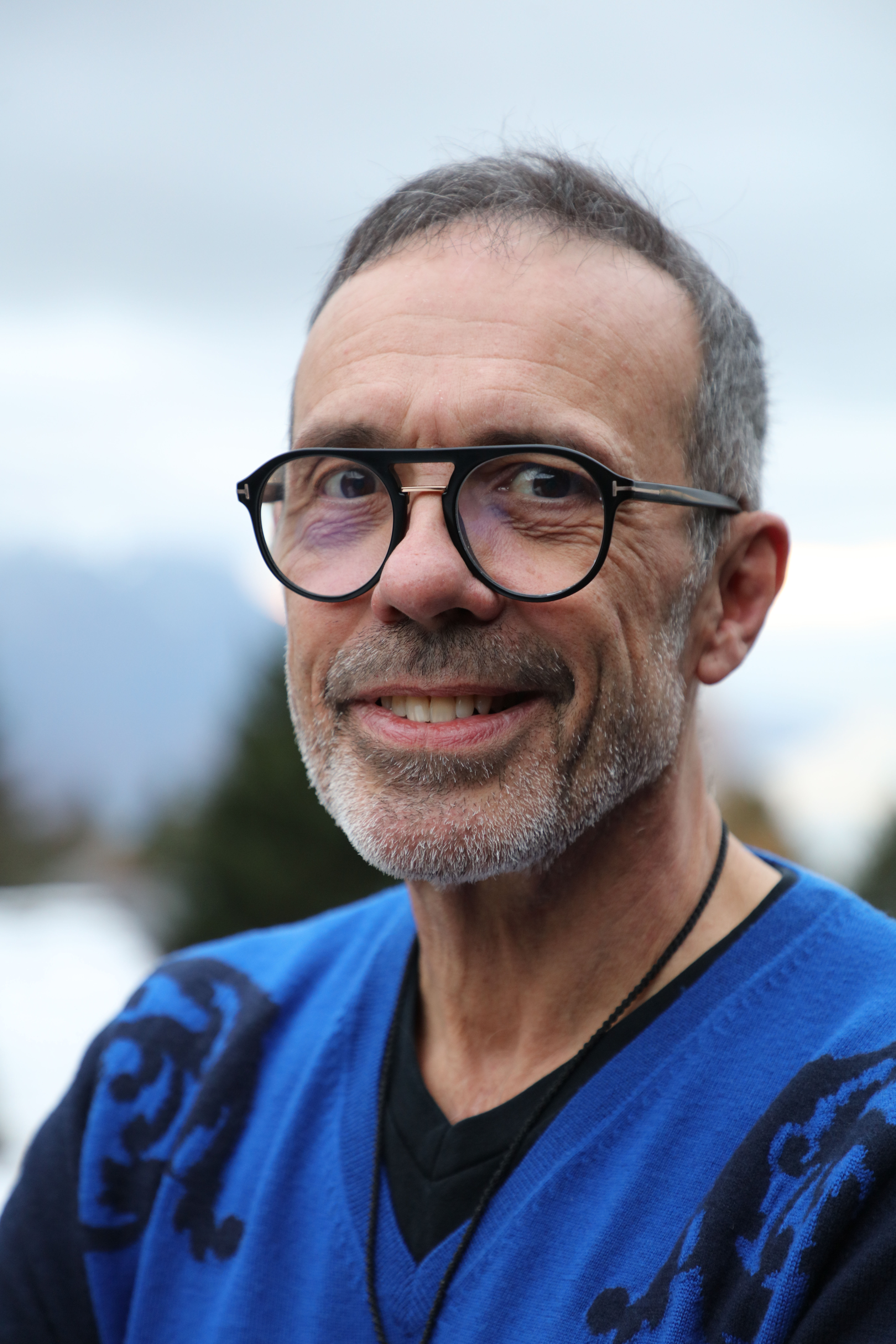
Thierry Amsallem, Gründer und Direktor der Claude Nobs Stiftung

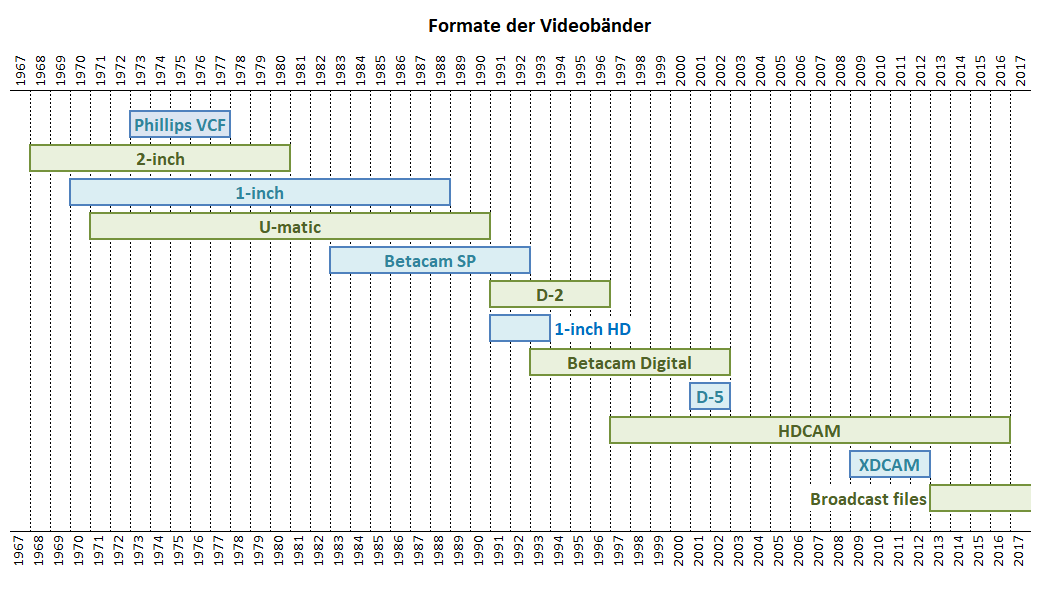
Die bis 2017 für die Konzertaufnahmen eingesetzten Formate der Videobänder

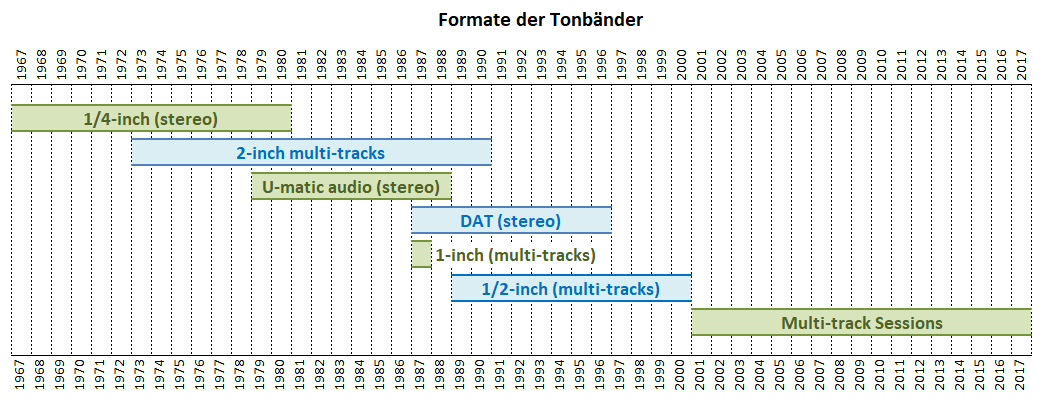
Die bis 2017 für die Tonaufnahmen eingesetzten Formate der Audiotapes

Das Montreux Jazz digital project ist ein Projekt zur Konservierung und Weiternutzung einer der bedeutendsten Sammlungen der Jazz-, Rock- und Popmusik sowie der Latin Music des 20. und 21. Jahrhunderts. Es handelt sich um rund 14'000 audiovisuelle Medien (5000 Stunden) der Konzerte des Montreux Jazz Festivals ab Anfang des Festivals im Jahr 1967. Dieser Nachlass zum Montreux Jazz Festival, die Sammlung der Konzerte von 1967 bis 2013, wurde 2013 von der UNESCO als erstes audiovisuelles Archiv in ihr Register der Memory of the World aufgenommen.

## Ein visionäres Projekt
2007 entwickelten Patrick Aebischer, der Präsident der École polytechnique fédérale de Lausanne (EPFL), sowie Claude Nobs, Direktor des Montreux Jazz Festivals, und Thierry Amsallem bei einem Treffen in Caux ein visionäres Projekt, dessen Ziel es sein sollte, dieses einzigartige Erbe der damals rund 5000 Stunden Live-Konzerte auf etwa 14'000 Bändern, von denen es keine Sicherheitskopien gab und deren Qualität altershalber teilweise zu erodieren drohte, zu digitalisieren und langfristig zu sichern. Gleichzeitig sollten die Kompetenzen der Forscher der Hochschule genutzt werden, um Neues zu entwickeln. Soweit es die Urheberrechte zulassen würden, war auch ein eigener Archivbereich auf der Website der EPFL geplant, in dem die digitalisierte Sammlung sowie die Ergebnisse der damit verbundenen Innovationsprojekte gezeigt werden sollten.
2010 wurde ein interdisziplinäres Kompetenzzentrum, das Centre Metamedia, gegründet. Mit der Unterstützung des Hauptsponsors, der Uhrenmanufaktur Audemars-Piguet, konnte die konsequente und nachhaltige Umsetzung starten. Weitere Partner und Sponsoren wurden ins Projekt geholt. Die wesentlichen Ziele lauteten:
- nachhaltige Speicherung der Sammlung
- steuerbare Zugriffsrechte, um die Sammlung für verschiedene Gruppen und Bedürfnisse zu erschliessen und die jeweiligen Autorenrechte zu respektieren
- Archiv als Grundlage für die Forschung[2]

## Die Digitalisierung
Die originale Sammlung umfasst ein Video- und ein Audioarchiv. Entsprechend der technischen Entwicklung seit den Anfängen des Montreux Jazz Festivals liegen die gespeicherten Daten in unterschiedlichen Techniken und Speichermedien von analogen bis zu digitalen Formaten vor.
Seit den Anfängen übernahm die Télévision Suisse Romande (TSR) die Produktion und speicherte die Aufnahmen in ihren Studios in Genf (für Video) oder Lausanne (für Audio). Die Ausrüstung und die Aufnahmemedien entwickelten sich mit den Technologien der verschiedenen Epochen weiter. Claude Nobs organisierte oft parallele Anschaffungen, um neue, aufkommende Technologien auszuprobieren und zu fördern. Daher ist ein Grossteil der Konzerte aus dem Videoarchiv in zwei oder sogar drei parallelen Formaten verfügbar, was die Anzahl der Aufnahmestunden auf 11'000 erhöht und erklärt, warum die Zahl der Aufnahmestunden mehr als doppelt so hoch ist wie die Anzahl der Konzertstunden (5'000). Die Anzahl der Stunden an Audioaufnahmen beläuft sich auf über 6'000 Stunden, wobei Stereo- und Mehrspurformate zusammengerechnet werden.
Um diese unterschiedlichen Medientypen langfristig verfügbar und abspielbar zu halten, suchte man für die Transformierung dieser Archive Spezialisten, die in der Lage sein mussten, eine Vielzahl von Medientypen in einem angemessenen Zeitrahmen zu transformieren und möglichst getreue Ergebnisse zu erzielen. Die D.E.S.-Studios in Paris übernahmen diesen Auftrag, während das Centre Metamedia die HDCAM-Bänder und optischen XDCAM-Discs zu bearbeiten hatte.
Dabei fiel dem Centre Metamedia eine herausragende Rolle zu. Es war und ist für das allgemeine Projektmanagement sowie für die operativen Aufgaben im Zusammenhang mit der Überwachung der Digitalisierung und der Archivierung verantwortlich. Dies umfasst die Inventarisierung, Qualitätskontrolle, Indexierung der Inhalte, Speicherung der Dateien, Erstellung einer Datenbank mit Metadaten, Modellierung der Verbreitungsrechte, Verwaltung des IT-Parks, Entwicklung von Tools für die Übertragung von Mediendateien und ihre Bereitstellung für Labore und Partner, Aufnahme von Medien, die mit neuen Ausgaben des Festivals verbunden sind, Design und Entwicklung von Plattformen für die Navigation im Archiv, Digitalisierung eines grossen Fotobestands, Sammlung und Aufnahme von Zeugenaussagen und Zusammenstellung von Anekdoten, die von Persönlichkeiten aus dem Umfeld des Festivals gesammelt wurden sowie Kommunikation und Dokumentation des gesamten Projekts.
Ausserdem schlägt das Centre Metamedia die in den Labors durchgeführten Forschungsarbeiten vor, spezifiziert sie, betreut sie und macht sie nutzbar. Mehr als 50 Forscher und Ingenieure waren Ende 2017 in rund 15 Labors oder Start-ups involviert, darunter das EPFL+ECAL Lab, das die Reihe der «Montreux Jazz Heritage Labs» einführte. Das sind immersive Plattformen für die Entdeckung der Archive an der EPFL.

## Folgeprojekte
Neben der Digitalisierung des Nachlasses zum Montreux Jazz Festival entstanden im Rahmen des Projekts weitere Produkte.

### Montreux Jazz Memories
Die Montreux Jazz Memories sind eine Sammlung von Anekdoten, Geschichten und Interviews mit und von Künstlern, Technikern, Mitarbeitern und Freiwilligen, die in Zusammenarbeit der EPFL, der Erhaltung des audiovisuellen Erbes der RTS (FONSART: Fondation pour la sauvegarde et la mise en valeur du patrimoine audiovisuel de la Radio Télévision Suisse) und der Claude Nobs Foundation entstand. Diese Stimmen aus allen Altersgruppen sollen das Verständnis für die 50-jährige Geschichte des Festivals und seine lokale und internationale Wirkung verständlicher machen.

### Festival en réalité virtuelle Video 360, Audio 3D
Während des Montreux Jazz Festivals 2018 konnte das Publikum einige Konzerte als virtuelle 360-Grad-Realität erleben. Dieses Erlebnis entstand durch 18 visuellen Streams in Kombination mit einer 3D-Audioaufnahme, die zu synthetischen Klangfeldern von hoher Echtheit führt. Möglich wurde dies dank der Zusammenarbeit von drei Forscherteams: eines der EPFL, ein weiteres der Tsinghua-Universität (China) und eines des deutschen Startups Sphereo.

### Speicherung in synthetischer DNA
Seit 2017 werden einige Kultkonzerte in DNS (Desoxyribonukleinsäure), meist kurz als DNA (Abkürzung für englisch deoxyribonucleic acid), gespeichert. Die noch junge Technik mit DNA-Speichern ist vielversprechend, weil die Speicherkapazität der DNA viel dichter, die Nachhaltigkeit über Tausende von Jahren reicht und der Energieaufwand relativ gering ist. In diesem Speichermedium findet sich beispielsweise das berühmte Stück Tutu von Miles Davis und das ikonische Smoke on the Water von Deep Purple. Die Speicherung mittels synthetischer DNA führte die EPFL in Zusammenarbeit mit dem kalifornischen Unternehmen Twist Bioscience, der Universität Washington und Microsoft Research durch. Die Besucher des Montreux Jazz Festivals konnten diese Konzerte 2018 im Stravinski-Gebäude abrufen und Auszüge daraus geniessen.

### Montreux Jazz Luminaries
Die Montreux Jazz Luminaries sind eine interaktive Visualisierung des Datenkünstlers Kirell Benzi. Sie visualisiert 30'800 Links zwischen 5400 Künstlern aus den Bereichen Jazz, Blues und Latin Music in der Konzertdatenbank des Montreux Jazz Festivals. Das Publikum der Montreux Jazz Festivals konnte es während des Festivals 2019 in der Kuppel-Installation wahrnehmen.

### Montreux Jazz Artists Galaxy
Es handelt sich um eine statische Darstellung der interaktiven Montreux Jazz Luminaries. Ein Exemplar befindet sich im Châlet von Claude Nobs in Caux.